# 奇異世界系列
「《奇异世界》系列」是由Lorne Lanning创作、Oddworld Inhabitants开发的电子游戏系列。系列首作《奇異世界：阿比逃亡記》于1997年登陆PlayStation平台。
2010年，Game Informer将《奇异世界》列入十大应该复活的游戏系列榜单。